# Vegas, City of Dreams
Vegas, City of Dreams è un film del 2001, diretto da Lorenzo Doumani, con Joe Don Baker, Daniel Benzali, Erika Eleniak.

## Trama
Quando il corpo della giovane Gabrielle viene ritrovato nel fondale di Lake Mead il giorno di Natale la polizia dichiara suicidio. Incredule le sue tre sorelle iniziano una frenetica investigazione che le porterà da Byron Lord e nell'oscuro mondo di Las Vegas.